# Roger Dodsworth
Roger Dodsworth est un personnage imaginaire au centre d'un canular largement propagé en 1826. Censé être tombé dans le coma dans les Alpes à la fin du XVIIe siècle après une avalanche, il serait après dégel revenu à la vie 170 ans plus tard, en 1826. Il est aujourd'hui surtout connu grâce à la nouvelle du même nom de Mary Shelley, publiée à titre posthume en 1863.

## Canular
Le 28 juin 1826, Le Journal du Commerce de Lyon, publie un article portant sur  « un événement des plus extraordinaires » : un homme d'une trentaine d'années a été découvert enseveli sous un tas de glace dans les Alpes, dans le Massif du Saint-Gothard. Après que son corps eut été retiré de la glace et baigné dans de l'eau tiède, l'homme s'est réveillé et a déclaré être Roger Dodsworth, fils d'un antiquaire du même nom, être né en 1629 et enterré sous une avalanche en 1660. Il était en parfaite santé, se plaignant juste de ses articulations qui le faisaient souffrir. L'histoire a été traduite le 4 juillet dans un journal londonien, The New Times, et à partir de là, elle a été largement reprise par la presse britannique.
L'histoire a circulé dans divers journaux, et a été enrichie de détails au fil du temps. The Scotsman a suggéré, en guise de moquerie, que les bains de lait étaient un  antidote à la raideur des articulations vieilles d'un siècle, et John Bull a rapporté que Roger Dodsworth était arrivé à Londres. À la mi-juillet, l'histoire a pris une dimension satirique, avec un poème de Thomas Moore publié dans The Times qualifiant Dodsworth, mort depuis longtemps, de parfait conservateur, « un bon homme obsolète, qui n'a jamais été un lecteur de Locke ou de Voltaire ». Dans The Sun, William Cobbett a tenté de corroborer l'histoire, en témoignant du cas d'un homme tombé dans le coma dans un étang gelé à Westmoreland pendant trois heures, puis ayant lui aussi retrouvé la santé avec juste quelques douleurs articulaires.
En septembre, alors que l'histoire était largement considérée comme un canular, une série de lettres alléguées écrites par Dodsworth, et rédigées dans un style délibérément archaïque, furent publiées, dont la première dans John Bull. Une autre lettre publiée dans le New Monthly Magazine  incluait un « correctif ». La troisième et dernière lettre fut publiée en novembre, date à laquelle le canular disparut de la presse.

## Nouvelle
En pleine phase de l'engouement pour Roger Dodsworth en septembre, Mary Shelley avait écrit une lettre qu'elle avait soumise au New Monthly Magazine ; dans ce document, elle avait modifié l'histoire, faisant retourner le héros mourir en Suisse. L’article a probablement été écrit à la va-vite afin de capitaliser sur l’histoire, car il contient quelques divergences avec de dates avec l'histoire « officielle » ; Mary Shelley était connue pour avoir soumis un certain nombre d'autres articles au magazine, même si un seul a été formellement identifié. En l’occurrence, cependant, il n’a pas été publié de son vivant, le journal ayant déjà publié une autre histoire contradictoire. L'histoire a ensuite été ressuscitée après la mort de Shelley et publiée en 1863 avec une préface de l'éditeur expliquant que "je ne l'ai pas utilisée aux fins initialement prévues...".
Mary Shelley avait déjà envisagé l'idée d'un personnage historique réanimé comme base d'une histoire tragique quelques années plus tôt, avec l'inachevé Valerius, un citoyen de la République romaine réveillé au XIXe siècle. Son père s'était également inspiré de la légende des Sept Dormants de Mandeville . Dans la lettre, cependant, elle a traité l'histoire sur le ton de l'humour plutôt que sur celui de la tragédie. Elle est ensuite revenue sur cette idée dans " The Mortal Immortal ", racontant l'histoire d'un homme devenu immortel par accident et souhaitant mourir.